# Bitwa o Balikpapan (1945)
Bitwa o Balikpapan – końcowy etap operacji Oboe, kampanii mającej na celu wyzwolenie brytyjskiego i holenderskiego Borneo okupowanego przez Japończyków, rozpoczęta 1 lipca 1945 roku. Australijska 7 Dywizja Piechoty, składająca się z 18, 21 i 25 Brygady Piechoty, z niewielką liczbą holenderskich żołnierzy kolonialnych, dokonała desantu morskiego pod kryptonimem operacja Oboe Two, kilka mil na północ od miasta Balikpapan. Flota inwazyjna aliantów składała się z około 100 okrętów. Lądowanie poprzedziło ciężkie bombardowanie z morza i powietrza w wykonaniu sił australijskich i amerykańskich. Siły alianckie liczyły 33 000 żołnierzy i były dowodzone przez gen. mjr. Edwarda Milforda, podczas wojska siły japońskie dowodzone przez kontradm. Michiaki Kamada składały się z od 8400 do 10 000 ludzi, z czego od 3100 do 3900 brała wcześniej udział w walce. Po lądowaniu alianci zajęli miasto i jego port, a następnie posunęli się wzdłuż wybrzeża i w głąb lądu, zdobywając dwa japońskie lotniska. Główne operacje bojowe zakończyły się około 21 lipca, ale jeszcze po nich prowadzono operacje oczyszczania rejonu z japońskich maruderów, które trwały do końca wojny w połowie sierpnia. Wojska australijskie pozostały na tym obszarze do początku 1946 roku.

## Tło sytuacyjne

### Geografia
Położone 2241 kilometrów na północny zachód od Darwin, na wschodnim wybrzeżu wyspy Borneo, miasto Balikpapan miało duże znacznie dla przemysłu wydobywczego ropy naftowej i ze względu na swoje obiekty portowe. Przed wojną na tym obszarze produkowano rocznie 1,8 miliona ton produktów naftowych. Miejski port, znajdujący się w zatoce Balikpapan, składał się z siedmiu pomostów i dużej liczby magazynów. Przedłużeniem portu była sieć dobrze rozwiniętych dróg. U swego ujścia zatoka ma 1,6 km szerokości i jest odpowiednia dla średnich statków. Na południe od portu, wzdłuż stromego grzbietu, oddzielającego port od europejskich przedmieść Klandasan, które wychodzą na otwarte morze z przylądka znajdującego się we wschodniej części zatoki, leżała rafineria ropy naftowej z 40 zbiornikami magazynowymi i zakładem krakingu. Dwie drogi wychodzące z miasta Balikpapan, jedna biegnąca na północny wschód do Samarindy – nazwana przez Australijczyków „drogą Milforda” – a druga – „drogą Vaseya” – ciągnęła się na południe wzdłuż wybrzeża w kierunku Sambodży. Rafineria w Balikpapan była zaopatrywana w ropę z pól wokół Sambodży i Sangasangi na północnym wschodzie.

### Siły japońskie na Borneo
Wąski pas przybrzeżny na wschód od przylądka był obsługiwany drogą, która rozciągała się na wschód od Klandasan do Stalkoedo, Sepinggang, Batakan Besar, Manggar i Sambodży, przecinając wiele rzek i strumieni. Ta droga prowadziła po grubym, piaszczystym pasie ziemi, leżącym tuż za plażą. Teren wokół wybrzeża jest w dużej mierze płaski, chociaż leży tam kilka niskich wzgórz, które wznoszą się stromo w głąb lądu do wysokości 210 m n.p.m.; podczas gdy obszar wokół miasta i wybrzeża jest w dużej mierze otwarty, z wnętrzem porośniętym gęstym lasem deszczowym. Gęsta roślinność ograniczała ruchy terenowe, chociaż rzeki i strumienie były częściowo żeglowne. Na wschód od Balikpapanu jeńcy alianccy pod japońską strażą wybudowali dwa lotniska, pod Sepinggang i Manggar. Manggar był większym z nich, składającym się z dwóch pasów startowych, które zostały wybudowane na rafie koralowej. W czasie lądowania aliantów lotnisko zostało poważnie uszkodzone przez bombardowanie z powietrza, a mniejsze lotnisko, w Sepinggang, również stało się niezdatne do użytku.
Balikpapan znajduje się zaledwie jeden stopień na południe od równika i charakteryzuje się klimatem równikowym. Maksymalna temperatura przez większość dni na południowo-wschodnim Borneo w 1945 roku wynosiła około 22–30° C, a wilgotność względna utrzymywała się na wysokim poziomie, od 74 do 93 proc. Miesięczna suma opadów była dość stała, średnio 18 cm w lipcu. Według alianckiego wywiadu okres od lipca do września był najlepszym okresem dla operacji wojskowych w tym rejonie. Pod względem zachmurzenia lipiec był ogólnie przejrzysty, a widoczność oceniono jako dobrą. Prędkość wiatru wynosiła średnio 11 km/h, przy czym wiatry południowo-południowo-zachodnie były najczęstsze w okresie od maja do listopada.

### Sytuacja strategiczna
Przed II wojną światową Balikpapan znajdował się pod kontrolą Holendrów i stanowił część Holenderskich Indii Wschodnich. Japończycy zajęli brytyjskie Borneo i Holenderskie Indie Wschodnie na przełomie 1941 i 1942 roku. Sam Balikpapan został zajęty 25 stycznia 1942 roku. Skromne siły brytyjskie i holenderskie na wyspie próbowały stawić opór, ale zostały szybko pokonane, lecz udało im się zniszczyć lub uszkodzić obiekty naftowe i inną ważną infrastrukturę. Zniszczenie tych obiektów doprowadziło do surowych represji wobec ludności cywilnej, zwłaszcza w okupowanym od końca stycznia 1942 roku Balikpapanie, w wyniku czego stracono całą ludność europejską – od 80 do 100 osób. Obiekty zostały następnie naprawione i w latach 1943–1944 Borneo stało się jednym z głównych źródeł ropy naftowej dla japońskiej machiny wojennej.
W latach 1943 i 1944 alianci usiłowali zmniejszyć japońską produkcję ropy na Balikpapanie za pomocą uderzeń sił powietrznych. Pierwsze strategiczne naloty bombowe rozpoczęły się w październiku 1943 roku w wykonaniu amerykańskich bombowców B-24 Liberator, które leciały tam 17 godzin z baz pod Darwin w Australii. Kolejne naloty miały miejsce w grudniu 1943 roku i styczniu 1944 roku. We wczesnych miesiącach 1944 roku latające łodzie Catalina z Royal Australian Air Force przeprowadziły serię bardzo udanych operacji zaminowania, które zmniejszyły produkcję obiektów na Balikpapanie o około 40 proc. Pod koniec września i na początku października 1944 roku amerykańska 13 i 5 Armia Powietrzna rozpoczęły naloty bombowe na dalekim dystansie, startując z Noemfoor. Pierwsze dwa naloty przyniosły ciężkie straty z powodu braku eskorty myśliwców i zadały wrogowi tylko minimalne uszkodzenia; jednak po krótkiej przerwie i zmianie taktyki przez lotników amerykańskich, ostatnie trzy naloty spowodowały ciężkie uszkodzenia rafinerii i zniszczenie większości japońskich samolotów broniących rejonu Balikpapanu. To, w połączeniu z operacjami alianckimi wzdłuż japońskich morskich szlaków komunikacyjnych, skutecznie odcięło Japonię od linii zaopatrzenia w ropę z Balikpapanu. Japończycy zdecydowali się nie naprawiać starszych obiektów, a te, które pozostały, były wykorzystywane wyłącznie do zaopatrywania sił lokalnych. Po październiku 1944 roku Japończycy nie wysyłali już tankowców na Balikpapan; niemniej skupili się wtedy na polach naftowych na Sumatrze.
Japońska ofensywa na Pacyfiku została zatrzymana na początku 1943 roku przez wojska australijskie walczące na Nowej Gwinei i wojska amerykańskie na Guadalcanalu, po czym alianci przeszli do ofensywy, posuwając się przez Nową Gwineę i Wyspy Salomona w kierunku Filipin. Przez cały 1944 roku alianci planowali odzyskanie Borneo. Za planowanie operacji odpowiedzialna była kwatera główna gen. Douglasa MacArthura w rejonie południowo-zachodniego Pacyfiku, ale ze względu na zaangażowanie sił amerykańskich w odzyskanie Filipin, zadanie odbicia Borneo zostało przydzielone głównie australijskim siłom lądowym. Operacje alianckie na Borneo polegały na przeprowadzeniu desantó1) morskich na wyspach Tarakan, Labuan i na głównej wyspie pod Balikpapanem. Początkowo MacArthur zamierzał wykorzystać Borneo jako odskocznię przed operacją odbicia Jawy, ale operacja ta została później odwołana, a odpowiedzialność za Holenderskie Indie Wschodnie przeniesiono na brytyjskie Dowództwo Azji Południowo-Wschodniej (South East Asia Command). W fazie planowania dowódca australijskich sił zbrojnych, gen. Thomas Blamey, zalecił przeciwstawienie się desantowi pod Balikpapan, wierząc, że nie będzie to służyć żadnemu celowi strategicznemu. Po długich rozważaniach rząd Australii zgodził się zapewnić siły na tę operację. Połączeni Szefowie Sztabów USA również mieli obawy co do strategicznej konieczności nadchodzącej operacji, ale według historyka Gartha Prattena MacArthur manipulował zarówno rządem australijskim, jak i Połączonymi Szefami Sztabów, aby zatwierdzili zdobycie Balikpapanu. Podanym celem operacji było, według historyka Chrisa Coultharda-Clarka, „zajęcie portu i pól naftowych w okolicy oraz ustanowienie bazy, z której można by rozpocząć” przyszłe operacje. Ponadto przywrócona zostanie kontrola administracji Holenderskich Indii Wschodnich nad swoją kolonią.

### Siły przeciwników
Japońskie przygotowania do obrony przed lądowaniem aliantów na Borneo rozpoczęły się w 1944 roku, kiedy zreorganizowano siły garnizonowe i utworzono dowództwo operacyjne w ramach 37 Armii. Na początku 1945 roku 37 Armia rozpoczęła przemieszczanie swoich wojsk w kierunku zachodniego wybrzeża Borneo. Liczba Japończyków broniących obszaru wokół Balikpapanu w 1945 roku wynosiła około 8400–10 000. Spośród nich od 3100 do 3900 było doświadczonymi żołnierzami. W rejonie Balikpapan–Manggar znajdowało się około 1500 żołnierzy piechoty i artylerii polowej oraz 1500 działek przeciwlotniczych. Resztę stanowiły wojska garnizonowe, a także od 1100 do 4500 uzbrojonych japońskich, formozańskich oraz indonezyjskich robotników cywilnych. Kolejne 1500 żołnierzy znajdowało się w odległości 97 km w Samarindzie. Głównymi jednostkami japońskimi były 22 Baza Marynarki Wojennej kontradm. Michiaki Kamady oraz elementy 71 Samodzielnej Brygady Mieszanej. 1. batalion 22 Bazy Marynarki Wojennej stacjonował wokół Klandasanu i rzeki Sumber, a 2. batalion pod Batuchamparem. Dwie inne kompanie znajdowały się w pobliżu Penadjamu. 454. batalion Cesarskiej Armii Japońskiej również został rozmieszczony w rejonie Manggaru, przeniesiony z Tarakanu w marcu 1945 roku. Japońska załoga Balikipapanu składała się z 2 Jednostki Garnizonowej – uzbrojonych robotników, żołnierzy garnizonowych, artylerzystów wraz z niewielką liczbą żołnierzy piechoty morskiej – oraz elementów 454. samodzielnego batalionu piechoty. Oddziały te były na różnym poziomie wyszkolenia, a na ich morale wpłynęły tygodnie wstępnych bombardowań. Byli dobrze wyposażeni w broń ciężkiego kalibru, ale brakowało im lżejszego uzbrojenia. W rezultacie byli w dużej mierze statyczni w swoim położeniu.

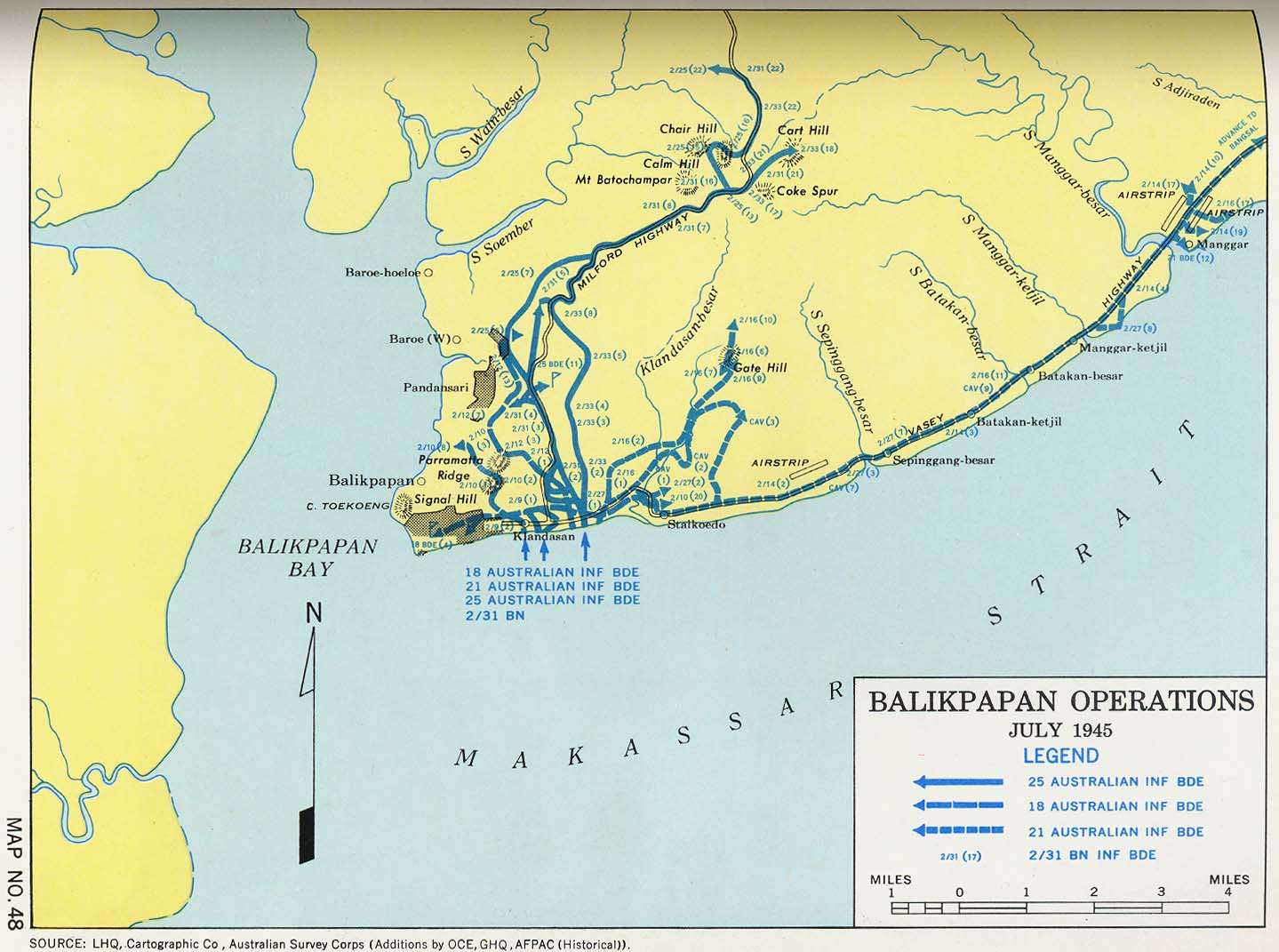
Schemat bitwy

Z powodu alianckiej przewagi morskiej na całym Pacyfiku, japońskie wojska na Borneo były coraz bardziej odizolowane i do końca 1944 roku dostawy zaopatrzenia zasadniczo się skończyły. Żywność i zapasy kurczyły się, a jednostki zostały zmuszone do własnej produkcji żywności, ponieważ większość żołnierzy zaczęła cierpieć z powodu niedożywienia. Warunki sanitarne również były złe, a ze względu na ograniczone zaopatrzenie w środki medyczne, wiele japońskich żołnierzy zmarło, nie zobaczywszy bitwy. Niemniej jednak obszar ten był dobrze wspierany przez artylerię, składającą się z 18 japońskich dział przybrzeżnych, skoncentrowanych wokół grzbietów górujących nad Balikpapanem, wraz z 26 ciężkimi działami oraz 78 średnimi i lekkimi działami przeciwlotniczymi. Miały one na celu obronę lotniska, portu i samego miasta Balikpapan. Obrona w tym rejonie obejmowała także rów przeciwpancerny o szerokości 3,7–4,3 m, biegnący wzdłuż wybrzeża między Stalkoedo i Sepinggang, wzmocniony drugim rowem wokół Klandasan. Plaże były usiane betonowymi bunkrami zbudowanymi przez Holendrów, podczas gdy Japończycy wykopali skomplikowany system okopów na grzbietach z widokiem na miasto. Podejście do Klandasanu od strony morza było bronione przez podwodną przeszkodę składającą się ze słupów i drutu kolczastego, która biegła pomiędzy Klandasan a Manggar. Obrona została wzmocniona przez dużą liczbę min morskich rozłożonych na całym wybrzeżu.
Operacja desantowa otrzymała kryptonim „Oboe 2”, a alianci przydzielili do niej 33 000 swoich żołnierzy. Główne siły lądowe, liczące 21 000 żołnierzy, zostały wytypowane z 7 Dywizji Piechoty gen. mjr. Edwarda Milforda, doświadczonej jednostki Second Australian Imperial Force, składającej się z trzech brygad piechoty – 18., 21. i 25. – wraz z artylerią pomocniczą, siłami pancernymi, inżynieryjnymi i logistyką. 7 Dywizja brała udział wcześniej w wojnie na Bliskim Wschodzie i w Nowej Gwinei, po czym odpoczywała na Atherton Tablelands w stanie Queensland, kiedy została przydzielona do nowej operacji Formacja dywizji i zespoły dowodzenia na poziomie jednostek były bardzo doświadczone, ale z powodu dużej rotacji personelu, która miała miejsce w armii australijskiej w latach 1943–1944, wielu z jej młodszych żołnierzy nie było wcześniej w akcji. Wsparcie pancerne zapewnił 1 Pułk Pancerny, wyposażony w brytyjskie czołgi Matilda. Wsparcie morskie pochodziło z amerykańskiej 7 Floty pod dowództwem adm. Thomasa Kinkaida, podczas gdy wsparcia lotniczego udzieliły Australian First Tactical Air Force i amerykańska 13 Armia Powietrzna. Do zapewnienia wsparcia myśliwców zostało również przydzielone trzy lotniskowce eskortowe US Navy, ponieważ lotnisko na Tarakanie nie zostało uruchomione na czas, a warunki pogodowe utrudniały zapewnienie wsparcia myśliwcom startującym z Filipin. Do operacji przydzielono również niewielką liczbę holenderskich żołnierzy kolonialnych, głównie kompanię z 1. batalionu Holenderskich Indii Wschodnich.

## Preludium

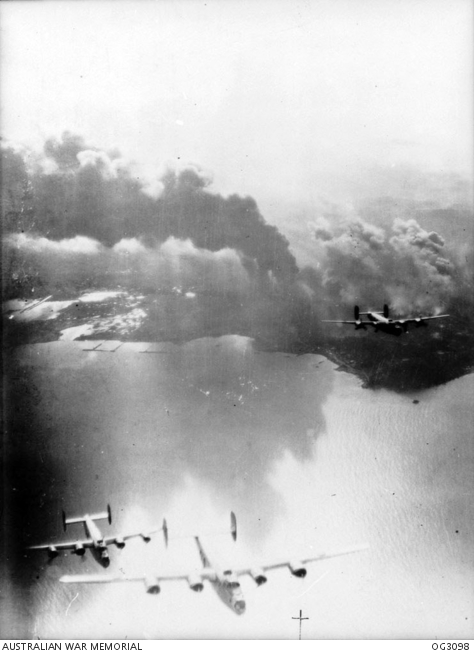
Bombowce Liberator RAAF-u nad Balikpapanem, czerwiec 1945 roku. Pod nimi płoną obiekty naftowe, które właśnie zbombardowali

Zespoły planistyczne ze wszystkich rodzajów australijskich i amerykańskich sił zbrojnych zebrały się na wyspie Morotai, aby rozpocząć planowanie operacji, około 26 kwietnia 1945 roku. Niedobór okrętów utrudniał wstępny przerzut wojsk, a brak koordynacji i harmonogramu oznaczał, że planowanie na poziomie taktycznym odbywało się w dużym pośpiechu. Pierwsze oddziały bojowe zaczęły wyruszać z Townsville na początku maja, jednak planiści z formacji bojowych przydzielonych do operacji nie przybyli na Morotai do 13 czerwca. Określając miejsce lądowania, planiści morscy opowiadali się za lądowaniem wokół Manggaru, ponieważ woda na tym obszarze była głębsza; jednak miejscowa plaża została uznana za nieodpowiednią do desantu, a lądowanie w Manggarze wymagałoby od wojsk lądowych przejścia 16 km przez trudny teren, aby dotrzeć do celów wokół Balikpapanu. Dalej na zachód, wokół Stalkoedo i Klandasanu, plaża była bardziej odpowiednia do operacji desantowej na dużą skalę, ale na tym obszarze znajdowała się większość japońskiej obrony. Dodatkowo woda w tym rejonie nie była tak głęboka, w wyniku czego krążowniki wspomagające siły desantowe musiałyby stać dalej od wybrzeża, co zmniejszyłoby celność ich ostrzału celów nadbrzeżnych. Podejście było również pokryte polami minowymi i innymi przeszkodami. Ostatecznie australijski dowódca Milford zdecydował się wylądować na trzech plażach rozciągających się od frontu o długości 1800 m na obszarze zajmowanym przez główne siły japońskie, uznając, że krótszy marsz w drodze do celów znacznie zmniejszy ryzyko operacji, które zostanie dodatkowo zredukowane przez kompleksowe bombardowanie powietrzne i morskie przed lądowaniem.
Wsparcie lotnicze zapewniały samoloty australijskie i amerykańskie stacjonujące na południowych Filipinach, ze względu na niesprawność lotniska na Tarakanie. Operacje lotnicze rozpoczęły się 20 dni przed lądowaniem, podczas gdy trałowce rozpoczęły oczyszczanie pasów wybrzeża i kotwicowisk 15 dni przed lądowaniem. Operacje te były podejmowane w zasięgu japońskich dział przybrzeżnych; do ochrony trałowców zastosowano więc ostrzał morski i bombardowanie z powietrza, aby stłumić i zneutralizować nieprzyjacielskie działa. Japońskie łodzie torpedowe zaatakowały trałowce 24 czerwca, aczkolwiek bez powodzenia. Trzy trałowce zostały zatopione podczas wstępnej operacji. Podczas gdy przydzielone do operacji wojska przemieszczały się z Queensland do bazy na Morotai, alianci zaczęli wprowadzać plan dezinformacji mający na celu odwrócenie uwagi Japończyków od planowanego miejsca lądowania. Obejmował on rozpowszechnianie fałszywych wieści wśród miejscowej ludności, a także podejmowanie pozorowanych działań przygotowawczych w miejscach oddalonych od zamierzonego obszaru desantu. Działania te prowadziły małe grupy sił specjalnych lądujące w celu przeprowadzenia zwiadu. Bombardowanie przed inwazją pochłonęło w sumie ponad 3000 ton bomb, 7361 rakiet, 38 052 pocisków i 114 000 nabojów do działek; dzięki temu większość japońskich dział polowych została zniszczona, a umocnienia brzegowe poważnie uszkodzone. Głównym celem alianckiej kampanii powietrznej od końca maja były japońskie lotniska w całych Holenderskich Indiach Wschodnich, a także obiekty przeciwlotnicze; przez samoloty RAAF zostały również dokonane ataki na obiekty naftowe wokół Samarydy wbrew pierwotnemu rozkazowi, aby nie atakować tych obiektów.

## Bitwa

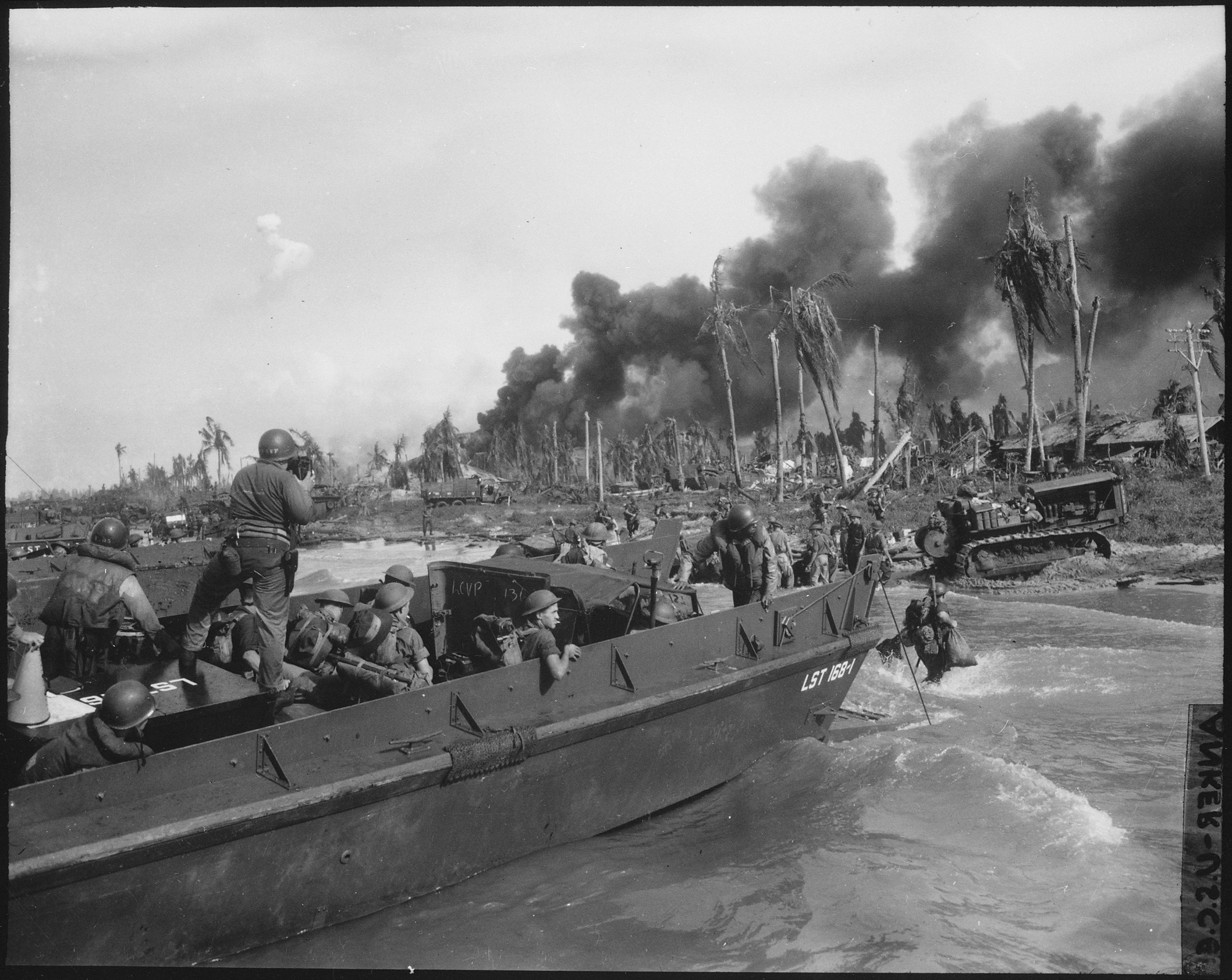
Wojska australijskie lądują na Balikpapanie, 1 lipca 1945 roku

Flota aliancka, składająca się z ponad 100 okrętów, głównie amerykańskich i australijskich, zaczęła formować się wokół wyspy Morotai 17 czerwca. Po przeprowadzeniu prób desantowych flota opuściła ten obszar po południu 26 czerwca, przemierzając Cieśninę Makasarską. 29 czerwca szybsze okręty wojenne, które miały przeprowadzić ostrzał przed lądowaniem, odłączyły się od konwoju. W międzyczasie amerykańskie zespoły zajmujące się wysadzaniem obiektów pod wodą tworzyły luki w przeszkodach na morzu; praca ta była prowadzona pod ciężkim ostrzałem. Kilka alianckich okrętów wsparcia zostało uszkodzonych i operacje zakończono bez całkowitego usunięcia przeszkód sprzed centralnej plaży desantowej, która została oznaczona jako Żółta Plaża. W sumie zostało oczyszczone około 1000 m z głównej plaży desantowej, a 750 m z sąsiednich plaż oczyszczono w ramach operacji dezinformacyjnej. Wczesnym rankiem 1 lipca konwój dotarł do miejsca zbiórki około 13 km na południowy wschód od Klandasanu, po czym na plażach wokół Klandasanu skoncentrowało się ciężkie bombardowanie morskie i lotnicze; w sumie 63 bombowce Liberator, a także pięć krążowników i 14 niszczycieli zostało zaangażowanych w tę akcję. Zostało wystrzelonych 17 250 pocisków.
W międzyczasie oddziały szturmowe na pokładzie dziewięciu czołgowych okrętów desantowych (LST) skierowały się do obszaru transportowego, gdzie zostały przeniesione do mniejszych jednostek desantowych, w tym gąsienicowych pojazdów desantowych Alligator (LVT), DUKW i LCVP. Te jednostki były obsługiwane przez personel amerykański, głównie z 672. i 727. batalionu pojazdów amfibijnych oraz 593 Pułku Łodzi Inżynieryjnych i Desantowych. Pod osłoną ognia z okrętów kilkoma falami ruszyli do brzegu. Kiedy byli 1200 m od wybrzeża, ostrzał z morza ustał. Rampy łodzi desantowych opadły tuż przed godz. 9:00. Lądowanie odbyło się na froncie dwubrygadowym. Brygada bryg. Fredericka Chiltona wyrzuciła na brzeg dwa bataliony (2/10. i 2/12.) po lewej stronie na Czerwonej i Żółtej Plaży, podczas gdy jeden batalion (2/27.) z 21 Brygady bryg. Ivana Dougherty'ego wylądował po prawej stronie na Plaży Zielonej. Trzecia brygada dywizji (25.) pozostała początkowo zaokrętowana jako rezerwa. Oddziały szturmowe wylądowały w niewłaściwym miejscu z powodu zasłonięcia kluczowych obiektów na lądzie przez dym w wyniku ostrzału przed lądowaniem i niemożności usunięcia wszystkich przeszkód na plaży. W rezultacie dwa z trzech batalionów szturmowych wylądowały zbyt daleko w lewo, a oddziały z każdego batalionu zostały pomieszane z innymi, powodując pewne zamieszanie. Mimo to desantowi przeciwstawił się jedynie niewielki opór obrońców, a w ciągu 15–20 minut oddziały szturmowe utworzyły przyczółek. Siły desantowe nie poniosły żadnych strat podczas tej pierwszej części operacji.

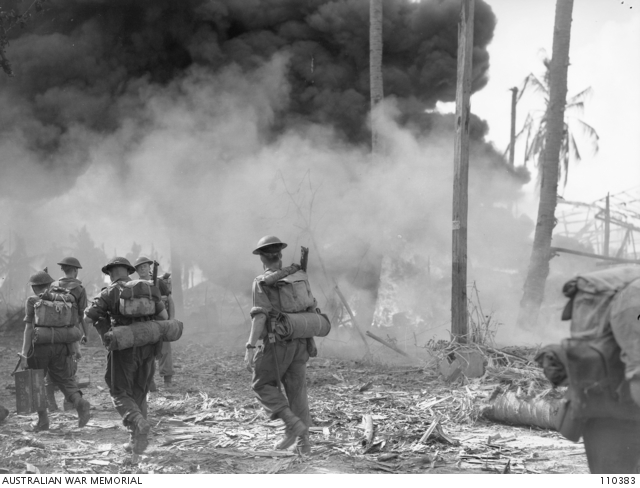
Żołnierze australijskiego 2/12. batalionu piechoty, posuwający się naprzód obok pożarów instalacji roponośnych na Balikpapanie

Po zabezpieczeniu obszaru koncentracji na plaży 18 Brygada otrzymała zadanie zajęcia wzgórz na północ od Klandasanu, które blokowały jej atak w kierunku miasta Balikpapan, podczas gdy 21 Brygada miała za zadanie posuwać się wzdłuż wybrzeża, aby zająć lotniska w Sepinggangu i Manggarze. Podczas walk wokół Klandasanu, 2/10. batalion zaatakował obiekt zwany grzbietem Parramatta, który był silnie ufortyfikowany bunkrami, tunelami, minami lądowymi i pułapkami. Z powodu problemów z lądowaniem i komunikacją wsparcie ogniowe batalionu było na ten moment niedostępne, a czołgi, które zostały mu przydzielone, zepsuły się. Niemniej dowódca batalionu, ppłk Tom Daly, zdecydował się kontynuować atak, pomimo spodziewanych przy takich warunkach ciężkich strat. Początkowy atak piechoty na wzgórze 87 trwał przez cały ranek i utknął w martwym punkcie wraz ze wzrostem japońskiego oporu; Australijczycy zostali przygwożdżeni poniżej szczytu i dopiero tuż przed południem dwa czołgi wspierające z 1 Pułku Pancernego wyszły naprzód, tłumiąc japoński ogień i pomagając piechocie zająć pozycję do 12:40. Następnie przywrócono pośrednie wsparcie ogniowe, z wyjątkiem dywizyjnych karabinów maszynowych. Japoński ogień z sąsiednich pozycji został stłumiony, co umożliwiło kompanii szturm na ostatni cel. Do godz. 14:00 Australijczycy zdobyli grzbiet Parramatta.
W międzyczasie 21 Brygada napotkała silny opór po tym, jak początkowo mierzyła się tylko z chaotycznym ostrzałem artyleryjskim i moździerzowym. Australijskie wojska lądowe pod Balikpapanem były jednak obficie wyposażone w bezpośrednie i pośrednie wsparcie ogniowe – potencjalnie bardziej niż jakakolwiek inna australijska kampania w czasie II wojny światowej – dlatego przy pomocy czołgów, miotaczy ognia, moździerzy oraz innego wsparcia ogniowego pod koniec pierwszego dnia Australijczycy poszerzyli przyczółek o 2 km. Prace polegające na wytyczeniu granic plaż i organizowaniu oddziałów, gdy te lądowały na brzegu, a także kontroli rozładunku zapasów, podjęła specjalnie wyszkolona jednostka, 2 Grupa Plażowa, która wylądowała w drugiej fali. Wkrótce po wylądowaniu stwierdzono, że łodzie LST nie mogą wyładować swoich dostaw zaopatrzenia na plażach; w rezultacie DUKW były używane zamiast nich do dostarczania i rozładowywania zapasów.
Walki o wzniesienia wokół Klandasanu trwały przez cały dzień 2 lipca, kiedy Japończycy – głównie z 2 Jednostki Garnizonowej i elementy 454. samodzielnego batalionu piechoty – stawiali silny opór, podczas kiedy australijscy inżynierowie pracowali nad zniszczeniem dużej liczby japońskich tuneli, a także nad neutralizacją tysięcy min lądowych i min pułapek. W tym czasie wylądowała 25 Brygada, a 21 Brygada przesunęła się dalej na wschód, z inżynierami wspierającymi liczne przeprawy przez rzekę. 2/14. batalion zdobył lotnisko Sepinggang, wykorzystując w jak największym stopniu pośrednie wsparcie ogniowe, aby zminimalizować straty własne, podczas gdy 2/27. batalion zajął obszar wokół Stalkoedo, a 2/16. batalion również zdobył kilka celów.
Następnego dnia, 3 lipca, 25 Brygada pod dowództwem bryg. Kennetha Eathera odciążyła 18 Brygadę; podczas gdy 18 Brygada zabezpieczała miasto Balikpapan i jego port, 25 Brygada posuwała się w głąb lądu wzdłuż „drogi Milforda”. Pod koniec dnia australijski przyczółek został wydłużony do 8 km, a 21 Brygada dotarła do lotniska Manggaru. Elementy japońskiego 454. samodzielnego batalionu piechoty zajmowały silne pozycje na wzgórzach z widokiem na pole i były w stanie prowadzić ostrzał z użyciem dużych skupisk moździerzy i ognia artyleryjskiego.
Australijczycy zdobyli lotnisko 4 lipca, ale zostali zatrzymani na kilka kolejnych dni po napotkaniu japońskiej artylerii i ostrzału moździerzowego. Czołgi wylądowały w rejonie rzeki Manggar Besar, ale dwa z nich zostały obezwładnione przez japoński ogień. Wezwano wsparcie morskie i powietrzne, a w ciągu kilku dni zajęto pozycje dział.

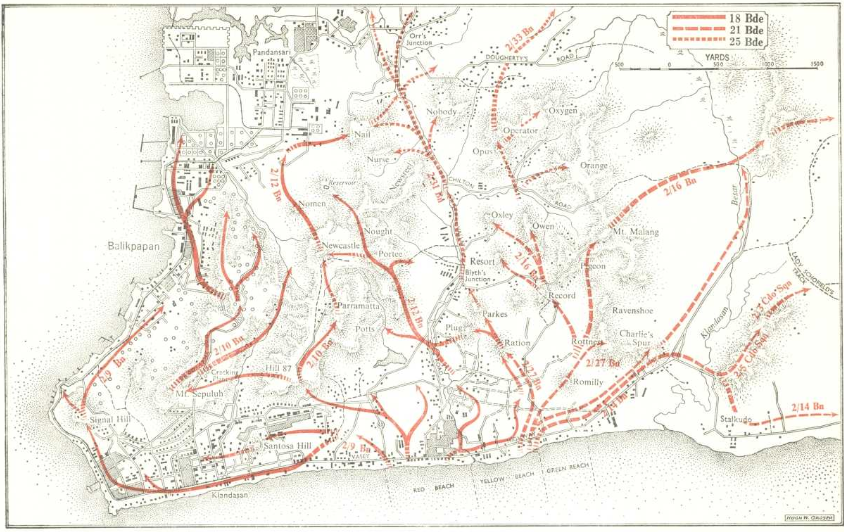
Ruchy australijskich batalionów piechoty w dniach 1–5 lipca 1945 roku

Po wylądowaniu 25 Brygada pełniła rolę zabezpieczającą centrum alianckiego przyczółka do 3 lipca, kiedy to przejęła zadania od 18 Brygady, która przeszła do rezerwy, ale pozostała w pobliżu miasta Balikpapan, aby kontynuować tam oczyszczanie terenu. Następnie 25 Brygada zaczęła przepychać się w głąb lądu z obszaru miejskiego w kierunku Batuchamparu, 16 km od plaż, na których wylądowała.
5 lipca 2/9. batalion i 2/1. batalion pionierów wspierane przez elementy 2/7 Pułku Kawalerii oraz artylerię i czołgi wylądowały w Panadjam z pokładów okrętów LVT i LCM, do oczyścić zachodni brzeg japońskiej artylerii przed otwarciem portu dla aliantów. 2/9. batalion wysłał patrole do Nanang i nad rzekę Sesumpu; po czym udali się w dół rzeki Riko i wysłali kolejny patrol, który prowadził działalność w głębi lądu w kierunku rzeki Parehpareh; w międzyczasie 2/1. batalion pionierów wylądował w kilku miejscach, w tym Teloktebang, Djinabora i Tempadung, a następnie udało się drogą lądową do Pamalu. Japoński opór był ograniczony, a teren wokół Panadjam został oczyszczony w ciągu dwóch dni. Jednak ciężkie walki toczyły się w dniach 5–6 lipca wzdłuż „drogi Milforda”, gdzie część japońskiego batalionu, który próbował zablokować australijski natarcie na Batuchampar. Japończycy zastosowali różne taktyki opóźniające, aby spowolnić Australijczyków, wykorzystując gęstą dżunglę na swoją korzyść. Australijczycy podciągnęli do strefy walk czołgi wyposażone w miotacze ognia i wezwali ostrzał ciężkiej artylerii, aby zgnieść mocno okopanych obrońców; wystrzelono wtedy ponad 8000 pocisków.
Do 9 lipca dwa wysunięte bataliony japońskie zostały praktycznie zniszczone, a ich resztki wycofywały się ze wschodniego wybrzeża. 21 Brygada kontynuowała natarcie w kierunku Sambodży. Patrole również skierowały się w stronę „drogi Milforda”, aby nawiązać kontakt z 25 Brygadą. Japoński dowódca, Kamada, ustanowił w tym czasie swoją kwaterę główną pod Batuchamparem, a japońska straż tylna zaczęła wycofywać się z powrotem na główną pozycję obronną 4,8 km w głąb lądu, pod Batuchampare, gdzie okopał się trzeci batalion Kamady. W międzyczasie plaże system lądowania na plażach został ulepszony dzięki budowie kilku doków przez 11. batalion budowniczy US Navy, co umożliwiło jednoczesny rozładunek dwóch LST. 10 lipca alianci otworzyli kolejną plażę – oznaczoną jako Plaża Brązowa – wokół południowej części zatoki; te chronione przed japońskich ostrzałem wody znacznie zwiększyły ilość dostaw, które można było sprowadzić, pozwalając ośmiu LST na dokowanie w tym samym czasie.

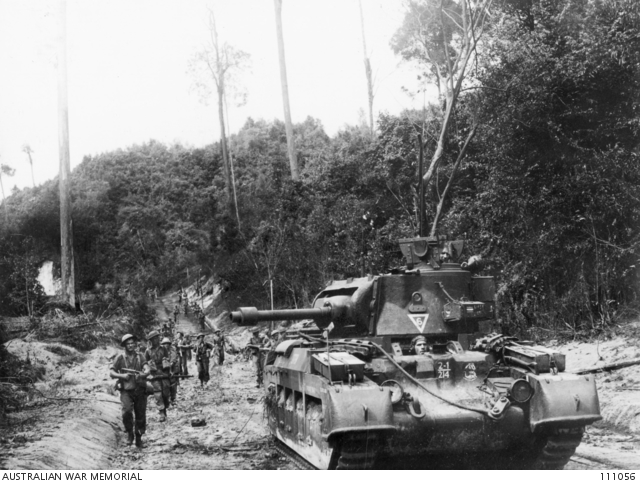
Nacierający czołg Matilda Frog (z miotaczem ognia zamiast działa) australijskiej 4 Brygady Pancernej wspierający żołnierzy 2/10. batalionu piechoty

W ciągu dwóch tygodni aliancka artyleria i samoloty pracowały nad zredukowaniem japońskich pozycji wzdłuż „drogi Milforda”, podczas gdy 25 Brygada szukała japońskich flank, próbując je oskrzydlić i okrążyć. W międzyczasie patrole z 2/7 Pułku Komandosów Kawalerii i kompanii holenderskiej zostały wysłane na flanki i w odległe rejony strefy walk w celu zebrania informacji wywiadowczych. Do 21 lipca okrążenie japońskiej pozycji obronnej było prawie zakończone, a Japończycy, którzy przeżyli, zaczęli się wycofywać. Odwrót był jednak zorganizowany, a Australijczycy zauważyli umiejętność i determinację, z jaką Japończycy obsadzali i utrzymywali w tym czasie pozycje obronne. Alianci ocenili, że Japończycy będą dążyć do ustanowienia nowej pozycji obronnej wokół Samarindy, lecz australijski dowódca Milford stwierdził, że sytuacja strategiczna nie wymaga atakowania tej pozycji. Następnie Australijczycy rozpoczęli głębokie operacje patrolowe. 2/27. batalion posuwał się wzdłuż „drogi Vaseya”, aż do Sambodży.

## Następstwa
Główne operacje zakończono 21 lipca, kiedy Japończycy porzucili Batuchampar i Manggar, chociaż starcia na małą skalę trwały do końca wojny. Większość Japończyków wycofała się na północny wschód, zanim ostatecznie skręciła na zachód i przemaszerowała przez wyspę do Kuching lub Banjarmasin. Jednak niedobitki z 22 Jednostki Garnizonowej podjęły jeszcze w sierpniu próbę sabotowania obiektów portowych Balikpapanu od zachodniej strony zatoki, tocząc z Australijczykami jeszcze kilka potyczek. Straty 7 Dywizji Piechoty były znacznie mniejsze niż w poprzednich kampaniach; w sumie 229 Australijczyków zginęło, a 634 zostało rannych, podczas gdy co najmniej 2032 Japończyków straciło życie, a zaledwie 63 dostało się do niewoli.
Operacja zajęcia Balikpapanu była największą i ostatnią operacją amfibijną Australijczyków podczas tej wojny. Starcie to było też jedną z ostatnich bitew II wojny światowej, stoczoną zaledwie kilka tygodni przed atakami atomowymi na Hiroszimę i Nagasaki i radziecką inwazją na Mandżurię, które skutecznie zakończyły wojnę. Japonia poddała się, gdy Australijczycy jeszcze przeczesywali dżunglę pod Balikpapanem w poszukiwaniu maruderów. W związku z tym oraz w świetle ogólnej sytuacji strategicznej, która skutecznie zanegowała celowość przeprowadzenia tej operacji, historycy tacy jak Rhys Crawley i David Horner ocenili, że zajęcie rejonu Balikpapanu nie wpłynęło na przebieg wojny i było „strategicznie wątpliwe”. Pratten argumentuje, że anulowanie operacji alianckich mających na celu zabezpieczenie Jawy zaprzeczało potrzebie przeprowadzenia również tej operacji i stwierdza, że na decyzję o kontynuowaniu działań potencjalnie wpłynęło postrzegane znaczenie obiektów naftowych pod Balikpapanem.

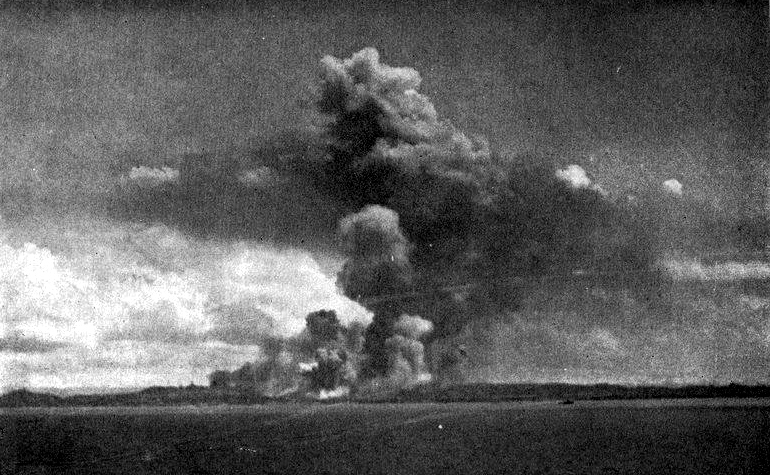
Płonąca rafineria ropy naftowej pod Balikpapanem

Pomimo wczesnego zajęcia lotnisk w Sepinggangu i Manggarze, dopiero 15 lipca zaczęły z niego operować pierwsze myśliwce Spitfire RAAF-u i ostatecznie lotniska te nie mogły zostać wykorzystane do operacji bombowych. Ponadto duża część obszaru portu i zakładów rafinacji ropy została poważnie uszkodzona przez bombardowanie przed inwazją i japoński sabotaż, co czyniło je bezużytecznymi dla aliantów nawet w krótkiej perspektywie. Z politycznego punktu widzenia szkody wyrządzone w infrastrukturze nadwerężyły stosunki pomiędzy Australijczykami a powracającym rządem Holenderskich Indii Wschodnich. Dodatkowo pola naftowe, które zaopatrywały uszkodzone rafinerie – te w okolicach Sambodży i Sangasangi – pozostały w rękach Japończyków do końca wojny, negując tym samym niewielkie korzyści, jakie alianci odnieśli z zajęcia rafinerii.
Ze względu na niewielkie strategiczne korzyści z operacji, Horner twierdzi, że została ona podjęta głównie z powodów politycznych, ponieważ MacArthur chciał „pokazać holenderskiemu rządowi, że próbował odzyskać część jego terytorium”, ale ostatecznie nie udało się jej wpłynąć na wynik wojny. Niemniej historyk Peter Dennis konkluduje, że operacja miała „wątpliwą wartość strategiczną”, ale „taktycznie [została] umiejętnie przeprowadzona”. Kluczowym elementem sukcesu operacji z perspektywy Australijczyków było wsparcie logistyczne udzielone przez USA, zwłaszcza w odniesieniu do żeglugi wymaganej do przetransportowania ogromnych ilości żołnierzy, zapasów i sprzętu potrzebnego do operacji. W porównaniu z równoległymi operacjami australijskiej 1 Armii, która walczyła w tym samym czasie na Nowej Gwinei, szczególnie w okolicach Aitape–Wewak, operacje I Korpusu Australijskiego na Borneo otrzymały znacznie więcej środków w zakresie wsparcia powietrznego i morskiego oraz transportu.
Po kapitulacji Japonii trzy australijskie brygady pełniły służbę okupacyjną do lutego 1946 roku. 21 Brygada została wysłana do Makasaru na wyspie Celebes, aby przyjąć tam kapitulację sił japońskich, uwolnić jeńców wojennych i utrzymać porządek cywilny. 25 Brygada odłączyła swoje elementy, aby zająć Samarindę, Banjarmasin, Tanahgrogot i Pontianak.

## Pamięć
Pomnik upamiętniający lądowanie 7 Dywizji Piechoty został zbudowany już w styczniu 1946 roku na rondzie w Balikpapanie (obecnie leżącym w prowincji Borneo Wschodnie w Indonezji) w pobliżu placu Merdeka i zakładów koncernu naftowego Pertamina. Znany jest przez miejscowych jako Tugu Australia (australijski pomnik). Miedziana inskrypcja zawierająca informacje o bitwie, wyrzeźbiona przez Rossa J. Bastiana, została dodana w 1998 roku.